# Randalstown
Randalstown (en gaèlic irlandès Baile Raghnail; en escocès de l'Ulster Randalstoon) és una vila d'Irlanda del Nord, al comtat d'Antrim, a la província de l'Ulster. Té un prominent viaducte ferroviari en desús i es troba al costat del llac Neagh i del Castell de Shane. La ciutat està al marge de l'autopista M22 amb unions als extrems oriental i occidental de la ciutat.

## Demografia
Randalstown és classificada com a ciutat petita per lae Northern Ireland Statistics and Research Agency (NISRA) (amb una població entre 4.500 i 10.000 habitants). Segons el cens de 2001 tenia 4.956 habitants dels quals:
- 25,7% tenien menys de 16 anys i el 15,5% en tenia més de 60
- 48,0% són homes i el 52,0% són dones
- 70,1% són catòlics irlandesos i el 27,7% són protestants
- 3,0% de la població entre 16–74 anys està a l'atur

## Història
L'assentament va sorgir del townland d'an Dún Mór ("el gran fort"), anglicitzat com a Dunmore. Randalstown va rebre el nom del 2n comte i 1r Marquès d'Antrim, Randal MacDonnell (1609–1683), i que tenia forts lligams amb la família O'Neill. La fortalesa original d'Edenduffcarrick fou construïda en el segle xvi i va canviar de propietari diverses vegades fins que va rebre el nom de Castell de Shane a causa del seu nou propietari, Shane Mc Brian O'Neill. La família O'Neill encara hi resideix.
Dunmore Park fou usat com a camp d'entrenament dels Ulster Volunteers durant la crisi del Home Rule.
Randalstown té una llarga història d'indústries de lli i ferro. Hi ha un memorial d'aquesta història al mig de la ciutat fet amb la turbina original usada per a generar electricitat per la ciutat i altres elements rescatats de l'Old Bleach Linen Company fundada per James Webb en 1864. Una xemeneia de l'antiga fàbrica de roba feta per l'Old Bleach es pot veure des de la majoria de les parts de la ciutat. La fàbrica Dorma Old Bleach que operava des d'un lloc veí va tancar el 2002.
El 8 de gener de 2010 el membre del PSNI Peadar Heffron fou ferit greu quan una bomba va explotar sota el seu cotxe a Milltown Road vora Randalstown. En foren culpats dissident republicans.